# Klaus Jörg Schönmetzler
Klaus Jörg Schönmetzler (* 16. Dezember 1949 in Bad Aibling; † 25. Mai 2017) war ein deutscher Schriftsteller und Kulturschaffender. 

## Leben
Schönmetzler studierte Musikwissenschaft, Kunstgeschichte und Germanistik und arbeitete als Musik- und Kunstkritiker für verschiedene Zeitungen. Er veröffentlichte die erste zweisprachige Gesamtausgabe des mittelalterlichen Dichters Oswald von Wolkenstein sowie zahlreiche Bücher und Publikationen zur bildenden Kunst und Regionalgeschichte. Für die ARD schrieb er Drehbücher und entwickelte Konzepte für mehrere TV-Musikproduktionen. Seine Einführungsvorträge für Konzertabende erfreuten sich großer Beliebtheit. Er war stellvertretender Intendant und Dramaturg der Festspiele Herrenchiemsee, was den Höhepunkt seiner jahrelangen Zusammenarbeit mit dem Dirigenten Enoch zu Guttenberg darstellte. Er schrieb zusammen mit seiner Frau die zwei Bad Aiblinger Stadtspiele „1648“ und „Desiderius“. Von 1992 bis 2015 war er Kulturreferent des Landkreises Rosenheim. Des Weiteren war er Inhaber der Buchhandlung Cortolezis in Bad Aibling, welche von seiner Frau Christine Schönmetzler geleitet wird; er übernahm die seit 1904 bestehende Buchhandlung nach dem Tod seiner Eltern. 
Schönmetzler starb im Mai 2017.

## Werke
- Schönmetzler, Klaus J., Oswald von Wolkenstein. Die Lieder in Text und Melodien neu übertragen und kommentiert, Essen 1990
- Schönmetzler, K./Schubert, K./Förg, K., Mangfalltal - Bad Aibling und seine Landschaft, Edition Förg, ISBN 3-9803116-2-7
- Schönmetzler, K./Schönmetzler, C./Förg, K./Schubert, K., Herrliches Rosenheimer Land, Rosenheimer Verlagshaus, ISBN 393370832X